# 在職家庭及學生資助事務處
在職家庭及學生資助事務處（簡稱家庭學資處、職學處，縮寫：WFSFAA）於2015年3月1日透過編撥原有的學生資助處（前稱：學生資助辦事處）及在職家庭津貼辦事處為同一事務處而成立，負責為香港有經濟需要的家庭提供專設的資助、支援兒童及青年求學，並且鼓勵在職家庭持續就業、自力更生。在職家庭及學生資助事務處對學生資助的工作，向教育局常任秘書長負責；而《在職家庭津貼》和持續進修基金的工作，則向勞工及福利局常任秘書長負責。處長由首長級乙級政務官擔任，屬首長級薪級第3點職位，現任處長為羅莘桉。

## 歷任首長
- 蘇美儀(2015年3月1日—15日，署任）
- 李忠善[1]（2015年3月16日 - 2019年9月30日）
- 吳文傑（2019年10月8日-2022年4月）
- 曾裕彤（2022年4月-2025年1月23日）
- 文慧明 ( 2025年1月23日-2025年3月16日，署任)
- 羅莘桉  (2025年3月17日-)

## 歷史
學資處多年來都被指控向負債學生追回借貸的力度不足，遂於2013年7月成立專責小組，由12名人員擔當，包括行政主任和文書人員，負責主動致電敦促借貸人還清欠款及向真正存有還款困難的欠款人提供債務重組等協助。截至2015年3月24日，該專責小組在已經處理的2,510宗欠款個案中，最長的拖欠年期為兩年，最高的拖欠款額為94,000港元。視乎個案的性質和複雜程度，由開始聯絡欠款人至成功收回逾期還款，平均需時3至4週。大部分欠款人了解拖欠還款的後果，包括需要繳付額外5%附加費；若然欠款個案入稟法庭或者審裁處提出申索，利息將會按照法庭的利率計算，年利率約為8厘。

## 轄下部門辦公地點
- 總辦事處
  - 九龍觀塘海濱道181號19樓
- 在職家庭津貼辦事處
  - 九龍觀塘海濱道181號7樓、9-10樓、17-18樓
- 學生資助處
  - 九龍長沙灣道303號長沙灣政府合署10-12樓（鄰近港鐵深水埗站C1出口）
  - 九龍啟德協調道3號工業貿易大樓4-5樓
  - 九龍旺角旺角道1號旺角道壹號商業中心6-7、12樓（鄰近港鐵旺角站A2出口）
  - 新界葵涌興芳路166-174號葵興政府合署7、9樓（鄰近港鐵葵興站B出口）
  - 新界荃灣青山公路388號中染大廈25樓（鄰近港鐵荃灣站A3出口）